# Lissie
Elisabeth Maurus (narozena 21. listopadu 1982), známá pod pseudonymem Lissie, je americká folk rocková zpěvačka a vítězka ankety magazínu Paste v kategorii Nejlepší nový sólový umělec roku 2010. Svoje debutové EP, "Why You Runnin'", vydala v listopadu roku 2009. Její debutové studiové album, Catching a Tiger, vyšlo v červnu 2010.

## Životopis a kariéra
Lissie se narodila a vyrostla v Rock Island v Illinois. Její otec se živí jako lékař a její matka je interiérová designérka. O zpěv a hudbu se zajímala už jako malá dívka. V 9 letech ztvárnila hlavní roli v muzikálu Annie. "Na střední škole to vypadá, že každý prožívá největší drama za celý svůj život. Takže to bylo právě to období, kdy jsem se ponořila do hudby, což byl pro mě jediný způsob, jak zůstat při smyslech." řekla Lissie při rozhovoru.
V posledním ročníku střední školy byla vyloučena kvůli něčemu, co popsala jako "něco hloupého, co bylo jakési vyústění hodně negativních věcí, které se staly". She got her diploma at an alternative outreach center. Po této události strávila dva roky na univerzitě Colorado State University ve Fort Collins. Během této doby předskakovala na koncertech muzikantů, kteří navštěvovali město. Spolupracovala s DJ Harry z SCI Fidelity Records na skladbě "All My Life", která zazněla v televizních seriálech Dr. House, O.C., Veronica Mars a Wildfire. Poté, co strávila semestr v Paříži, dokončila svá studia, aby se posunula v hudební kariéře. V roce 2007 vydala EP obsahující 4 skladby, které se vysílaly v ranní show rádia KCRW.
Začátkem roku 2008 ji zpěvák Lenny Kravitz přizval jako předskokanku k jeho turné s názvem Love Revolution Tour, poté, co ho jeho přítel upozornil na její stránku na MySpace. Později toho roku se skladba, "The Longest Road", kterou napsala společně s DJ Morgan Page dostala na 4. příčku hitparády magazínu Billboard. "Shodli jsme se na tom, že Morgan zremixuje některý z mých starších songů (...) Ale nakonec jsme se rozhodli, že společně napíšeme úplně nový song", sdělila v rozhovoru s novinami Quad-City Times. Remix této písně DJem Deadmau5 byl nominován na cenu Grammy v kategorii za "Nejlepší remixovou nahrávku, Non-Classical".
Její EP, "Why You Runnin'", bylo produkováno Billem Reynoldsem z kapely Band of Horses a bylo vydáno v listopadu 2009 nahrávací společností Fat Possum Records. Jedna ze skladeb, "Oh Mississippi", byla složena společně s Edem Harcourtem, s kterým se seznámila přes společného kamaráda. EP bylo zahrnuto v seznamu "Devět nejvíce slibných debutových alb roku 2009", který sestavil časopis Paste.
Na začátku roku 2010 vyjela na společné turné po Spojeném království se zpěvákem-skladatelem Joshua Radinem.
Lissie má podepsanou smlouvu s vydavatelstvím společnosti Sony Music UK Columbia Records. Její debutové album, Catching a Tiger, bylo vydáno 21. června 2010. Toto album bylo nahráno v Nashvillu v roce 2009 a produkoval ho Jacquire King. První singl z alba, "In Sleep", byla vybrána jako "Píseň dne" magazínem Q dne 13. března 2010. Druhý singl, "When I'm Alone," byl vydán společně s albem; později byl zvolen jako song roku 2010 aplikací iTunes UK.
V srpnu 2010 byl její singl "Cuckoo" zvolen drtivou většinou posluchačů jako Nahrávka týdne rádiové stanice Heart FM Spain (www.heartfmspain.com). Singl byl také ohodnocen "A" v playlistu radia BBC, když se vysílal 20× za týden na nejpopulárnější britské stanici. The "Cuckoo" EP includes Lissie's live version of "Bad Romance" by Lady Gaga, which became popular online before being included on the release.
31. srpna 2010 účinkovala v pořadu Great British Songbook, kde zazpívala cover verzi písně "Stairway to Heaven." Moderátor tohoto pořadu, Simon Mayo, ji popsal jako "dechberoucí".
Její skladba "Little Lovin" je součástí proma k 2. sérii seriálu Justified.
Otevírala benefiční koncert muzikanta Toma Pettyho, který se konal ve prospěch nového losangeleského rádia 88.5 KCSN.
Lissie spolupracovala na 4 skladbách se skupinou Snow Patrol z jejich alba Fallen Empires, které vyšlo v listopadu roku 2011.
Její coververze písně 'Go Your Own Way' od skupiny Fleetwood Mac, byla užita v reklamě firmy Twinings začátkem roku 2012. Tato skladba byla také použita jako úvodní píseň na rozhlasové stanici BBC Radio 4, která předchází audio knize Stonemouth spisovatele Iaina Bankse čtené hercem Davidem Tennantem.
Lissie nazpívala společně s britským zpěvákem Robbie Williamsem píseň s názvem "Losers", která je součástí jeho alba Take the Crown vydaného 2. listopadu 2012. Producentem tohoto alba byl Jacknife Lee, který s Lissie spolupracoval i na jejím druhém albu Back to Forever, které vyšlo 8. října 2013.
V roce 2016 vydala své album My Wild West.
Její píseň 'Wild West' zazněla ve 14. části třetí sezóny seriálu Twin Peaks z roku 2017.
Po albu Castles v roce 2018 vydala v časech pandemie covidu-19 řadu raritních nahrávek, od EP zajímavě pojatých coververzí, piánového výběru svých předchozích hitů anebo výroční edici své první desky. 
V 3. sezóně televizního pořadu Loudermilk, která byla uvedena v roce 2020, hrála fiktivní postavu jménem Lizzie Poole, která bývala zpěvačkou a skladatelkou, ale vzdala se své kariéry po negativní recenzi napsané hlavní postavou, Samem Loudermilkem, kterou hraje Ron Livingston. Písně, které postava v tomto pořadu hraje, jsou dříve vydaná tvorba Lissie.
V září 2022 vyšlo její páté studiové album Carving Canyons.

## Osobní život
Lissie momentálně žije ve městě Ojai v Kalifornii. Jejím přáním bylo bydlet poblíž Los Angeles a Ojai shledala jako místo, které je "dostatečně blízko L.A., bez veškerého chaosu a dopravních zácp L.A." Je zapálenou fanynkou fantasy literatury, označujíce His Dark Materials a knižní sérii Harryho Pottera jako své nejoblíbenější. Vlastní psa rasy Lhasa Apso, kterému dala jméno Byron.
Je blízkou přítelkyní britské zpěvačky Ellie Goulding, se kterou vyjela na turné po Spojeném království v roce 2010.

## Diskografie
- Catching a Tiger (2010)
- Back to Forever (2013)
- My Wild West (2016)
- Castles (2018)
- Carving Canyons (2022)

### Alba
| Název            | Detaily alba | Nejvyšší umístění v hitparádě | Nejvyšší umístění v hitparádě | Nejvyšší umístění v hitparádě | Nejvyšší umístění v hitparádě | Nejvyšší umístění v hitparádě | Nejvyšší umístění v hitparádě | Nejvyšší umístění v hitparádě | Nejvyšší umístění v hitparádě | Nejvyšší umístění v hitparádě | Certifikace |
| Název            | Detaily alba | EUR                           | GR                            | IRL                           | NOR                           | SWI                           | UK                            | U.S. Folk                     | U.S. Heat                     | U.S. Indie                    | Certifikace |
| ---------------- | --- | ----------------------------- | ----------------------------- | ----------------------------- | ----------------------------- | ----------------------------- | ----------------------------- | ----------------------------- | ----------------------------- | ----------------------------- | ----------- |
| Catching a Tiger | - Vydáno: 21. června 2010 - Vydáno v USA: 17. srpna 2010 - Vydavatelství: Columbia - Formát: CD, vinyl & digitální stažení | 48                            | 27                            | 66                            | 4                             | 48                            | 12                            | 5                             | 5                             | 34                            | - UK: Gold  |
| TBA              | - Vydáno: léto 2013 - Vydavatelství: Columbia - Formát: CD & digitální stažení                                             | —                             | —                             | —                             | —                             | —                             | —                             | —                             | —                             | —                             |             |

### Koncertní alba
| Rok                            | Detaily alba                                                                              |
| ------------------------------ | ----------------------------------------------------------------------------------------- |
| Live at Shepherd's Bush Empire | - Vydáno: 7. listopadu 2011 - Vydavatelství: Columbia - Formát: CD&DVD, digitální stažení |

### EP
| Lissie                                                                  | - Vydáno: březen 2007 - Vydavatelství: Lionboy Records - Formát: CD                                 | —  | —  |
| Why You Runnin'                                                         | - Vydáno: listopad 2009 - Vydavatelství: Fat Possum Records - Formát: CD & digitální stažení        | 10 | 29 |
| Covered Up With Flowers                                                 | - Vydáno: listopad 2011 - Vydavatelství: Fat Possum Records - Formát: CD, vinyl & digitální stažení | —  | —  |
| Lissie                                                                  | - Znovu-vydáno: březen 2013 - Vydavatelství: Entertainment UK Limited - Formát: Digitální stažení   | —  | —  |
| "—" znamená album, které se nedostalo do hitparády, nebo nebylo vydáno. | |    |    |

### Singly
| 2010                                                                              | "In Sleep"        | —  | — | —  | —  | Catching a Tiger        |
| 2010                                                                              | "When I'm Alone"  | 42 | 2 | 73 | 55 | Catching a Tiger        |
| 2010                                                                              | "Cuckoo"          | —  | — | —  | 81 | Catching a Tiger        |
| 2010                                                                              | "Everywhere I Go" | —  | — | —  | —  | Catching a Tiger        |
| 2012                                                                              | "Go Your Own Way" | —  | — | —  | 52 | Covered Up With Flowers |
| "—" znamená singl, který se nedostalo do hitparády, nebo nebyl v této zemi vydán. |                   |    |   |    |    |                         |

### Ostatní vystoupení
Tyto skladby byly vydány na albech, která nebyla studiová alba vydaná zpěvačkou Lissie.
| Year                       | Song                                                               | Album                                                                  |
| -------------------------- | ------------------------------------------------------------------ | ---------------------------------------------------------------------- |
| 2004                       | "All My Life (DJ Harry feat. Lissie)                               | Collision                                                              |
| 2007                       | "Let it Shine"                                                     | The Simple Life: Camp Songs                                            |
| 2007                       | "You Are My Sunshine"                                              | The Simple Life: Camp Songs                                            |
| 2007                       | "Bright Side"                                                      | Wedding Daze OST                                                       |
| 2008                       | "The Longest Road"(Morgan Page feat. Lissie)                       | Elevate                                                                |
| 2009                       | "All Be Okay"                                                      | Beachwood Rockers' Society: Volume 1: Live At Crane's Hollywood Tavern |
| 2010                       | "When I'm Alone"                                                   | 4.3.2.1 OST                                                            |
| 2010                       | "The Socialite"(Andy Clockwise feat. Lissie)                       | Are You Well? EP                                                       |
| 2010                       | "Believe"(Morgan Page feat. Lissie)                                | Believe                                                                |
| 2010                       | "Fight for You"(Morgan Page feat. Lissie)                          | Believe                                                                |
| 2010                       | "Strange Condition"(Morgan Page feat. Lissie)                      | Believe                                                                |
| 2011                       | "No One" (Bigbang feat. Lissie)                                    | Epic Scrap Metal                                                       |
| 2012                       | "Hands On The Wheel" (Schoolboy Q feat. A$AP Rocky; Lissie Sample) | Habits & Contradictions                                                |
| "Losers" (Robbie Williams) | Take The Crown                                                     |                                                                        |

## Skladby v ostatních mediích
| Rok  | Název                                    | Typ                                                                      | Skladba                                                      |
| ---- | ---------------------------------------- | ------------------------------------------------------------------------ | ------------------------------------------------------------ |
| 2005 | Deuce Bigalow: European Gigolo           | Film                                                                     | "Something Stupid"(with Peter Dante)                         |
| 2006 | Memory                                   | Film                                                                     | "All My Life"(DJ Harry feat. Lissie)                         |
| 2006 | O.C.                                     | TV seriál, epizoda: "The Sister Act"                                     | "All My Life"(DJ Harry feat. Lissie)                         |
| 2006 | Veronica Mars                            | TV seriál, epizoda: "Look Who's Stalking"                                | "All My Life"(DJ Harry feat. Lissie)                         |
| 2006 | Who Killed the Electric Car?             | Dokument                                                                 | "All My Life"(DJ Harry feat. Lissie)                         |
| 2007 | Dream It Out Loud                        | Film                                                                     | "Dream It Out Loud"                                          |
| 2007 | Dr. House                                | TV seriál, epizoda: "Guardian Angels"                                    | "All My Life"(DJ Harry feat. Lissie)                         |
| 2007 | Moonlight                                | TV seriál, epizoda: "Arrested Development"                               | "All My Life"(DJ Harry feat. Lissie)                         |
| 2007 | Romtelecom                               | TV reklama                                                               | "Bright Side"                                                |
| 2008 | Wedding Daze                             | Film                                                                     | "Bright Side"                                                |
| 2008 | Wildfire                                 | TV seriál, epizoda: "The Ties That Bind, Part 1"                         | "All Be Okay"                                                |
| 2008 | Wildfire                                 | TV seriál, epizoda: "The Ties That Bind, Part 1"                         | "All My Life"(DJ Harry feat. Lissie)                         |
| 2009 | Melrose Place                            | TV seriál, epizoda: "Shoreline"                                          | "Fight for You"(Morgan Page feat. Lissie)                    |
| 2010 | 90210                                    | TV seriál, epizoda: "Catch Me If You Cannon"                             | "Everywhere I Go"                                            |
| 2010 | Dollhouse                                | TV seriál, epizoda: "Epitaph 2: The Return"                              | "Everywhere I Go"                                            |
| 2010 | Chirurgové                               | TV seriál, epizoda: "Superfreak"                                         | "Worried About"                                              |
| 2010 | Chirurgové                               | TV seriál, epizoda: "Time Warp"                                          | "Everywhere I Go"                                            |
| 2010 | Justified                                | TV seriál, promo                                                         | "Little Lovin'"                                              |
| 2010 | One Tree Hill                            | TV seriál, epizoda: "What's in the Ground Belongs to You"                | "Here Before"                                                |
| 2010 | So You Think You Can Dance               | TV seriál, epizoda: "1 of 10 Voted Off"                                  | "Everywhere I Go"                                            |
| 2010 | So You Think You Can Dance               | TV seriál, epizoda: "Nashville/Dallas + Vegas Callbacks"                 | "Everywhere I Go"                                            |
| 2011 | Basketball Wives                         | TV seriál, epizoda: "Episode 304"                                        | "Record Collector"                                           |
| 2011 | Hall Pass                                | Film                                                                     | "Everywhere I Go"                                            |
| 2011 | Mob Wives                                | TV seriál, epizoda: "Unfinished Business"                                | "In Sleep"                                                   |
| 2011 | Famílie                                  | TV seriál, epizoda: "Do Not Sleep With Your Autistic Nephew's Therapist" | "In Sleep'"                                                  |
| 2011 | Záměna                                   | TV seriál, epizoda: "This is Not a Pipe"                                 | "Worried About"                                              |
| 2011 | Footloose                                | Film                                                                     | "Little Lovin"                                               |
| 2012 | Revenge                                  | TV seriál, epizoda: "Duress"                                             | "Nothing Else Matters"                                       |
| 2012 | Book At Bedtime                          | Radio Series: "Stonemouth"                                               | "Go Your Own Way"                                            |
| 2012 | Nepřítel pod ochranou                    | Film                                                                     | "Go Your Own Way"                                            |
| 2012 | Girl_Distribution_Company (Pretty Sweet) | Film                                                                     | "Pursuit Of Happiness" (cover píseň, originál od Kid Cudiho) |
| 2013 | Californication                          | Epizoda: "Mad Dogs & Englishmen"                                         | "Nothing Else Matters"                                       |

## Ocenění a nominace
| Rok  | Ocenění        | Nominovaná práce                  | Kategorie                   | Výsledek |
| ---- | -------------- | --------------------------------- | --------------------------- | -------- |
| 2010 | iTunes (UK)    | When I'm Alone                    | Skladba roku                | Výhra    |
| 2010 | Paste magazine | Lissie                            | Nejlepší nový sólový umělec | Výhra    |
| 2010 | Paste magazine | Bad Romance, Pursuit of Happiness | Cover roku                  | Výhra    |
| 2010 | Q Awards       | Lissie                            | Nejlepší průlomový umělec   | Nominace |